# Urbana (Ohio)
Pour les articles homonymes, voir Urbana.
Urbana est une ville de l'État de l'Ohio, aux États-Unis. Elle est le siège du comté de Champaign.

## Géographie
Selon les données du Bureau du recensement des États-Unis, Urbana a une superficie de 17,7 km² (soit 6,8 mi²) entièrement en surfaces terrestres.

## Démographie
Urbana était peuplée, lors du recensement de 2000, de 11 613 habitants.